# Bistensø
Bistensø (dansk) eller Bistensee (tysk) er en sø i det nordlige Tyskland, beliggende i Slesvig-Holsten. Søen ligger i kommunen Ahlefeld-Bistensee i området Hytten Bjerge i det sydlige Sydslesvig. Den næsten rektangulære sø er cirka 8 km lang og 2 km bred med et udstrakt tagrørbælte.
Søen er beliggende kun få kilometer vest for den større Vittensø og har afløb i Sorgen. Ved søens nordlige bred ligger landsbyen Bistensø. Bistesø er rig på fisk.